# Der Kommissar (politieserie)
Der Kommissar is een politieserie die van 1969 tot 1976 op de Duitse televisie (ZDF) werd uitgezonden en die werd geschreven door Herbert Reinecker. Alle 97 afleveringen van de oer-krimi waren alleen in Zwart-wit te zien.
De serie startte in 1969 en speelde zich af in München en draaide om Kommissar Herbert Keller gespeeld door  Erik Ode. Harry Klein was een van zijn assistenten die in 1974 overstapte naar Derrick en plaats maakte voor voor zijn jongere broer, Erwin Klein. In Nederland werd de serie uitgezonden door de VARA. 

## Rolverdeling
| Acteur            | Personage                        |
| ----------------- | -------------------------------- |
| Erik Ode          | Kommissar Herbert Keller         |
| Günther Schramm   | Inspektor Walter Grabert         |
| Reinhard Glemnitz | Inspektor Robert Heines          |
| Fritz Wepper      | Kriminalhauptmeister Harry Klein |
| Elmar Wepper      | Kriminalhauptmeister Erwin Klein |
| Emely Reuer       | Kriminalassistentin Helga Lauer  |
| Helma Seitz       | Kriminalassistentin Rehbein      |
| Rosemarie Fendel  | Franziska Keller                 |